# Tập đoàn Hóa chất Việt Nam
Tập đoàn Hóa chất Việt Nam (tên tiếng Anh: Vietnam National Chemical Group, viết tắt Vinachem) là tập đoàn hoạt động theo mô hình Công ty mẹ - Công ty con, sở hữu nhà nước là chi phối, được thành lập trên cơ sở sắp xếp, tổ chức lại Tổng công ty Hóa chất.
Tập đoàn công nghiệp Hóa chất Việt Nam kinh doanh đa ngành giữa sản xuất, kinh doanh với khoa học, công nghệ, nghiên cứu triển khai, đào tạo nguồn nhân lực cho ngành công nghiệp hóa chất Việt Nam.

## Lịch sử
- Ngày 23 tháng 12 năm 2009, Chính phủ ký Quyết định phê duyệt đề án thí điểm thành lập Tập đoàn Công nghiệp Hóa chất Việt Nam và thành lập Công ty mẹ - Tập đoàn Hóa chất Việt Nam.

## Sản xuất kinh doanh
Ngành nghề kinh doanh chính của Tập đoàn Hóa chất Việt Nam bao gồm:
- Sản xuất, kinh doanh phân bón, thuốc bảo vệ thực vật;
- Hóa chất cơ bản; hóa chất tiêu dùng;
- Công nghiệp hóa chất, hóa dược, hóa dầu;
- Công nghiệp khai thác mỏ;
- Công nghiệp chế biến cao su;
- Đầu tư tài chính vào các doanh nghiệp khác.

## Cơ cấu tổ chức
Cơ cấu tổ chức của Tập đoàn Công nghiệp Hóa chất Việt Nam bao gồm:
- Công ty mẹ - Tập đoàn Hóa chất Việt Nam: là doanh nghiệp do Nhà nước nắm giữ 100% vốn điều lệ, hoạt động theo quy định của pháp luật, có chức năng đầu tư tài chính vào các doanh nghiệp khác, giữ quyền chi phối các công ty con thông qua vốn, tài sản được Nhà nước, giao quản lý, công nghệ, thương hiệu và thị trường.

Cơ cấu tổ chức quản lý của Tập đoàn gồm: Hội đồng thành viên, Tổng Giám đốc, Ban kiểm soát và bộ máy giúp việc.
- Các đơn vị trực thuộc Công ty mẹ:
  - Trung tâm Thông tin Khoa học Kỹ thuật Hóa chất;
  - Trung tâm Thương mại và Dịch vụ Hóa chất.
- Các công ty con do Tập đoàn Hóa chất Việt Nam nắm giữ 100% vốn điều lệ:
  - Công ty TNHH một thành viên Apatit Việt Nam (VINAAPACO);
  - Công ty TNHH Hóa chất và Muối mỏ Việt Lào (VILACHEMSALT);
  - Công ty TNHH một thành viên Đạm Ninh Bình;
- Các công ty con do Tập đoàn Hóa chất Việt Nam nắm giữ trên 50% vốn điều lệ:
  - Công ty cổ phần Phân đạm và Hóa chất Hà Bắc (HANICHEMCO);
  - Công ty cổ phần Phân bón Bình Điền;
  - Công ty cổ phần Phân bón miền Nam;
  - Công ty cổ phần Phân lân Nung chảy Văn Điển;
  - Công ty cổ phần Supe phốt phát và Hóa chất Lâm Thao;
  - Công ty cổ phần Bột giặt LIX;
  - Công ty cổ phần Pin ắcquy miền Nam;
  - Công ty cổ phần Ắcquy Tia sáng;
  - Công ty cổ phần Phân lân Ninh Bình;
  - Công ty cổ phần Xà phòng Hà Nội;
  - Công ty cổ phần Phân bón và Hóa chất Cần Thơ;
  - Công ty cổ phần Hóa chất Việt Trì;
  - Công ty cổ phần Công nghiệp cao su miền Nam;
  - Công ty cổ phần cao su Đà Nẵng;
  - Công ty cổ phần Thuốc sát trùng Việt Nam;
  - Công ty cổ phần DAP số 2 – Vinachem;
  - Công ty cổ phần Hóa chất cơ bản Miền Nam;
  - Công ty cổ phần DAP – Vinachem;
  - Công ty cổ phần Hơi kỹ nghệ Que hàn (SOVIGAZ).
- Các công ty do Tập đoàn Công nghiệp Hóa chất Việt Nam nắm giữ dưới 50% vốn điều lệ:
  - Công ty cổ phần Vật tư và Xuất nhập khẩu hóa chất;
  - Công ty cổ phần Sơn tổng hợp Hà Nội;
  - Công ty cổ phần Pin ắcquy Vĩnh Phú;
  - Công ty cổ phần Pin Hà Nội;
  - Công ty cổ phần Bột giặt NET;
  - Công ty cổ phần Cao su Sao Vàng;
  - Công ty cổ phần Thiết kế công nghiệp hóa chất;
  - Công ty cổ phần xuất nhập khẩu hóa chất Miền Nam;
  - Công ty cổ phần Cảng đạm Ninh Bình;
  - Công ty cổ phần Công nghiệp và Hóa chất Tây Ninh (TANICHEM);
  - Công ty TNHH Inoue Việt Nam;
  - Công ty TNHH Nhựa và Hóa chất TPC VINA.
- Các đơn vị sự nghiệp:
  - Viện Hóa học Công nghiệp Việt Nam;
  - Trường Cao đẳng Công nghiệp Hóa chất.